# Arthur Prauss
Arthur Prauss (* 18. November 1892 in Berlin; † 19. April 1945? ebenda) war ein deutscher SS-Untersturmführer, der mehrere Jahre lang für die Beaufsichtigung der Gefangenen im Fort Breendonk, einem Nazi-Durchgangslager südlich von Antwerpen, verantwortlich war.

## Leben
Prauss machte eine Ausbildung zum Metzger. Im Ersten Weltkrieg kämpfte er an der Front, wurde verwundet und erhielt das Eiserne Kreuz; nach dem Krieg arbeitete er als Fahrer. Im April 1933 wurde er Mitglied der SA, Dezember 1933 wechselte er zur SS (SS-Nummer 220.790); zum 1. Mai 1937 trat er in die NSDAP ein (Mitgliedsnummer 5.372.634). Prauss kam im Oktober 1940 in Breendonk an und blieb dort bis zur Räumung des Lagers am 2. September 1944. Nach eigenen Angaben wurde er aus dem KZ Sachsenhausen dorthin versetzt. Er wurde vom Lagerkommandanten Philipp Schmitt mit der Organisation des Lagers beauftragt und erhielt die Aufsicht über die Häftlinge. „Alles an ihm war sehr vulgär: sein Stottern, sein heiserer Akzent und der Alkoholgeruch, den er ausströmte.“ Berichten zufolge zeichnete er sich durch besonderen Sadismus gegenüber den Häftlingen aus. 
Am 2. September 1944 floh er mit den anderen SS-Männern aus dem Lager nach Düsseldorf. Deutschen Quellen zufolge wurde er am 19. April 1945 in der Schlacht um Berlin getötet. Ein ehemaliger ungarischer SS-Mann behauptet, ihn im Februar 1947 zusammen mit einem anderen Henker aus Breendonk, Richard De Bodt, in Hannover gesehen zu haben.